# Natasha Little
Natasha Little, née le 2 octobre 1969 à Liverpool) est une actrice anglaise.

## Biographie
Natasha Little est née le 2 octobre 1969 à Liverpool dans la famille de Fred Little, manager du NHS et Mary Little, une enseignante.
Jusqu'à ses 12 ans, elle a voyagé constamment dans onze pays du Moyen-Orient, dont l'Iran, l'Arabie saoudite et le Qatar, où son père a travaillé pour l'OMS. Sa famille est ensuite retournée en Angleterre et s'est installée à Loughton, Essex, où elle est allée au Loughton County High School for Girls et a rejoint le groupe de théâtre de samedi (Epping Youth Theatre).
Ses parents ont divorcé quand elle avait 15 ans et sa mère vit maintenant très près d'elle dans l'Est de Londres.
Elle a initialement prévu une carrière en droit, mais a finalement reçu l'éducation d'une actrice dramatique à la Guildhall School of Music and Drama en 1994,.

### Vie privée
Depuis août 2003, elle est mariée à l'acteur Bogdan Poraj (né en 1973). Le couple a deux fils, Gabriel (né en 2004) et Joel (né en 2008). La famille réside actuellement à Leytonstone.

## Carrière
Elle commence sa carrière à la télévision en 1994 dans Between the Lines, puis elle enchaîne les années suivantes avec les séries La brigade du courage, La Vie en face, Big Women, Cadfael, Vanity Fair et The Bill (elle reviendra lors d'un épisode en 2009).
Elle fait ses premiers pas au cinéma en 1999 dans les films The Criminal de Julian Simpson et The Clandestine Marriage de Christopher Miles. On la retrouve l'année d'après dans Jardinage à l'anglaise.
En 2001, elle joue dans le film Another Life avec Ioan Gruffudd, qu'elle retrouve l'année d'après pour le téléfilm Un papa d'enfer. Toujours en 2002, elle est présente dans deux épisodes de la série Dickens.
En 2003, elle joue deux fois avec Liam Cunningham dans le film The Island of the Mapmaker's Wife et le téléfilm The Crooked Man. Cette même année elle tourne dans les séries MI-5 et Murder in Mind. Deux ans plus tard, elle obtient un rôle dans le film de Mira Nair : Vanity Fair : La Foire aux vanités avec Reese Witherspoon, James Purefoy, ou encore Rhys Ifans. Elle joue également dans un épisode d'Extras.
En 2007, elle est présente dans deux épisodes Affaires non classées, elle rejouera dans la série (dans deux épisodes également) avec un rôle différent en 2018. Après avoir tourné dans un épisode d'Hercule Poirot et Foyle's War, elle obtient un rôle plus important dans la seconde saison de Mistresses. Toujours en 2009, elle incarne la mère de Jared Leto dans le film Mr Nobody de Jaco Van Dormael et est également au casting de Mes Garçons sont de retour de Scott Hicks, avec Clive Owen et Laura Fraser.
En 2012, elle joue dans le téléfilm We'll Take Manhattan aux côtés de Karen Gillan et Aneurin Barnard, ainsi que dans le film Blood et la série Kidnap and Ransom (où elle était déjà présente l'année d'avant). Après cela, on la retrouve au cinéma aux côtés de James McAvoy, Mark Strong et Andrea Riseborough dans Welcome to the Punch. Elle revient lors d'un épisode de Jackson Brodie, détective privé (série dans laquelle elle avait jouée en 2011), mais également les séries Moving On et Breathless.
En 2015, elle joue uniquement à la télévision dans Dans l'ombre des Tudors, DCI Banks et Father Brown. L'année suivante, elle est présente dans les minis-séries Thirteen avec Jodie Comer et retrouve Aneurin Barnard, avec qui elle avait joué quatre ans plus tôt et The Night Manager avec Tom Hiddleston, Hugh Laurie, Elizabeth Debicki et Olivia Colman (avec qui elle avait tournée dans le téléfilm Angell's Hell en 2005). Au cinéma, elle tourne avec Rooney Mara et Ben Mendelsohn dans Una.
En 2017, elle tourne dans un épisode des séries Meurtres au paradis et Inspecteur Barnaby. L'année d'après elle joue dans quelques épisodes de Press.
En 2019, elle joue dans la seconde saison d'Absentia et elle tourne avec les français Léa Drucker et Adel Bencherif dans la série La Guerre des Mondes et retrouve Gabriel Byrne, après avoir joué aux côtés de ce dernier en 2005 dans le film Vanity Fair : La Foire aux vanités de Mira Nair.

## Filmographie

### Cinéma

#### Longs métrages
- 1999 : The Criminal de Julian Simpson (en) : Sarah Maitland
- 1999 : The Clandestine Marriage de Christopher Miles : Fanny
- 2000 : Jardinage à l'anglaise (Greenfingers) de Joel Harshman : Primrose Woodhouse
- 2001 : Another Life de Philip Goodhew : Edith Jessie Thompson
- 2001 : Kevin and Perry (Kevin & Perry Go Large) d'Ed Bye : Anne Boleyn
- 2003 : The Island of the Mapmaker's Wife de Michie Gleason : Finley Descotes
- 2004 : The Queen of Sheba's Pearls de Colin Nutley : Peggy Pretty
- 2005 : Vanity Fair : La Foire aux vanités (Vanity Fair) de Mira Nair : Lady Jane Sheepshanks
- 2009 : Mr Nobody de Jaco Van Dormael : La mère de Nemo
- 2009 : Mes Garçons sont de retour (The Boys Are Back) de Scott Hicks : Flick
- 2009 : A Congregation of Ghosts de Mark Collicott : Daphné du Maurier
- 2012 : Blood de Nick Murphy : Lily Fairborn
- 2013 : Welcome to the Punch d'Eran Creevy : Jane Badham
- 2016 : Una de Benedict Andrews : Yvonne
- 2018 : Birches de Randall Stevens : Angela
- 2018 : Where Hands Touch d'Amma Asante : Hida
- 2020 : The Bet de Joan Carr-Wiggin (en) : Isabel
- 2020 : Getting to Know You de Joan Carr-Wiggin : Abby

### Télévision

#### Séries télévisées
- 1994 : Between the Lines : Une femme
- 1995 - 1996 : La brigade du courage (London's Burning) : Jenny
- 1997 : La Vie en face (This Life) : Rachel
- 1998 : Cadfael : Melangell
- 1998 : Big Women : Saffron
- 1998 : Vanity Fair : Becky Sharp
- 1998 / 2009 : The Bill : Mme Stephanie Anderson / Claire
- 1999 : Petites histoires entre amants (Love in the 21st Century) : Amanda
- 2002 : Dickens : Ellen Ternan
- 2003 : MI-5 (Spooks) : Vicki Westbrook
- 2003 : Murder in Mind : Hat Vezey
- 2005 : Extras : Lady Hamilton
- 2007 / 2018 : Affaires non classées (Silent Witness) : Alice Huston / Zoe McMorris
- 2008 : Hercule Poirot (Agatha Christie's Poirot) : Ann Shapland
- 2008 : Les Enquêtes de Foyle (Foyle's War) : Rose Dawson
- 2009 : Mistresses : Megan Hudson
- 2010 : Any Human Heart : Allanah Mountstuart
- 2011 : Flics toujours (New Tricks) : Sarah Winslow
- 2011 : Young James Herriot : Mme Munro
- 2011 - 2012 : Kidnap and Ransom : Sophie King
- 2011 / 2013 : Jackson Brodie, détective privé (Case Histories) : Julia Land
- 2013 : Moving On : Sonia
- 2013 : Breathless : Elizabeth Powell
- 2015 : Dans l'ombre des Tudors (Wolf Hall) : Liz Cromwell
- 2015 : DCI Banks : Elaine Foster
- 2015 : Father Brown : Harriet Greensleeves
- 2016 : Thirteen : Christina Moxam
- 2016 : The Night Manager : Caroline Langbourne
- 2017 : Meurtres au paradis (Death in Paradise) : Victoria Baker
- 2017 : Inspecteur Barnaby (Midsomer Murders) : Melody Henderson
- 2018 : Press : Sarah Allen
- 2019 - 2020 : Absentia : Agent spécial Julianne Gunnarsen
- 2019 - 2021 : La Guerre des Mondes (War of the Worlds) : Sarah Gresham
- 2021 : Dalgliesh : Matron Mary Taylor
- 2021 : Ragdoll : Andrea Wyld
- 2022 : Ten Percent : Charlotte Nightingale

#### Téléfilms
- 1997 : Supply & Demand de Peter MacDonald : La réceptionniste
- 1998 : Far from the Madding Crowd de Nicholas Renton : Fanny Robin
- 1999 : The Nearly Complete and Utter History of Everything de Dewi Humphreys, Paul Jackson et Matt Lipsey : Lady Lionbrain
- 2002 : Un papa d'enfer (Man and Boy) de Simon Curtis : Gina Silver
- 2003 : Byron de Julian Farino : Augusta Leigh
- 2003 : The Crooked Man de David Drury : Lisa Talbot
- 2005 : Angell's Hell de Metin Hüseyin : Lucy
- 2012 : We'll Take Manhattan (en) de John McKay : Peggy Shrimpton

### Jeux vidéos
- 2009 : Dragon Age: Origins : Lady Landra / Nan / La prêtresse de Redcliffe (voix)
- 2010 : Dragon Age: Origins - Awakening : Lady Landra / Nan / La prêtresse de Redcliffe (voix)
- 2011 : Dragon Age 2 : Janeka (voix)
- 2011 : Star Wars: The Old Republic : Une guerrière sith (voix)
- 2012 : 007 Legends : Pussy Galore (voix)
- 2013 : Star Wars: The Old Republic - Rise of the Hutt Cartel : Une guerrière sith (voix)
- 2014 : Star Wars: The Old Republic - Shadow of Revan : Une guerrière sith (voix)
- 2015 : Star Wars: The Old Republic - Knights of the Fallen Empire : Une guerrière sith (voix)
- 2017 : Total War: Warhammer 2 : Morathi, la sorcière (voix)
- 2019 : Blood and Truth : Anne Marks (voix)
- 2019 : Tom Clancy's Ghost Recon Breakpoint : Hollie Mackenzie (voix)
- 2019 : Star Wars: The Old Republic - Onslaught : Une guerrière sith (voix)
- 2022 : Star Wars: The Old Republic - Legacy of the Sith : Une guerrière sith (voix)